# Das Messer (1971, Deutschland)
Das Messer ist ein dreiteiliger deutscher Kriminalfilm aus dem Jahr 1971, der vom Westdeutschen Rundfunk Köln produziert wurde. Er gehört zu der Reihe von Durbridge-Filmen, die in den 1960er und 1970er Jahren in Deutschland zu Straßenfegern wurden. Regisseur des Mehrteilers war Rolf von Sydow.

## Handlung
George Baker, Abteilungsleiter des Secret Service, beauftragt seine Agenten Jim Ellis und Colonel Green, den gewaltsamen Tod ihrer Kollegin Mildred Beaty, die in Hongkong getarnt als Lehrerin tätig war, zu untersuchen. Ihre Leiche wurde in einem walisischen Ort mit einem Messer im Rücken gefunden. Ellis mietet sich als immobiliensuchender Mitarbeiter einer Firma in dem „Hotel Ivanhoe“ ein, in dem auch die Tote zuletzt gewohnt hat. Die dortigen Bewohner und Gäste sind sämtlich verdächtig. Der Pensionär und ständige Bewohner Philipp Cooper, der sich direkt nach Ellis Ankunft als Musikliebhaber vorstellt und ausgerechnet das Lied abspielt, das dem Secret Service auf einer der letzten Tonbandaufnahmen der Ermordeten vorliegt, der undurchsichtige Hausdiener John Miller oder Mrs. Corby, die Eigentümerin des Hotels und deren heimlicher Geliebter Dr. Hall, ein Arzt und passionierter Golfspieler.
Bei seinen Ermittlungen stößt Ellis auf die Sekretärin des Immobilienmaklers Tom Cliffort, Mary Jones, die kurz darauf erstochen aufgefunden wird – scheinbar mit dem orientalischen Messer von Philipp Cooper. Der ermittelnde Inspektor Bird kommt ins Ivanhoe, um Cooper zu vernehmen und stellt dabei fest, dass es sich zwar um das gleiche aber nicht um Philipp Coopers Messer handelt. Im Ivanhoe taucht die Journalistin Julie Andrew auf, die schon von dem ersten Mordfall Beaty berichtet hat und aufgrund der neuen Mordfälle wieder recherchiert.
Die Ermittlungen führen Ellis, der mittlerweile von Inspektor Bird und der örtlichen Polizei unterstützt wird, schließlich in das Hotel „Shanghai“ im Hafenviertel von Cardiff und zu dessen mysteriösem Inhaber Batman. Nachdem schließlich auch noch der Hausdiener Miller ermordet aufgefunden wird, kommt es zum großen Finale im Hafen von Cardiff. Der vor einigen Jahren nach China übergelaufene Physiker Richard Hamilton, der mit Hilfe von Mildred Beaty wieder zurück in seine Heimat kommen wollte, wurde von Batman im Auftrag von dessen Hintermännern bei seiner Rückkehr entführt, um von seinem Bruder Philipp Cooper Lösegeld zu erpressen. Als Mörder wird Dr. Hall verhaftet, der für einen feindlichen Geheimdienst arbeitet.

## Hintergrund
Das Messer wurde in der ARD erstmals am 30. November, 2. und 4. Dezember 1971 in drei 55, 65 und 70 Minuten langen Folgen ausgestrahlt. Der Film wurde an Originalschauplätzen in London, Cardiff und in Wales gedreht. 
Er basiert auf dem Kriminalroman Tim Frazer Gets the Message (deutscher Titel Tim Frazer weiß Bescheid) von Francis Durbridge. Ursprünglich sollte der Stoff als dritter Teil der Tim-Frazer-Fernsehreihe produziert und gesendet werden.
Die Titelmelodie des Mehrteilers von der Kölner Band Can hieß Spoon und machte die Gruppe deutschlandweit bekannt. Regisseur Rolf von Sydow mochte die Musik nicht und wollte seinen Namen zurückziehen.
2023 erschien das Originaldrehbuch inklusive der Geschichte des Dreiteilers.